# POSDCoRB
POSDCoRB ist ein aus der Betriebswirtschaft kommender englischer Begriff.
Die POSDCoRB Klassifikation geht auf Luther Gulick (1892–1993) zurück, der die Theorien von Henri Fayol in den 1930er Jahren weiterentwickelte. POSDCoRB gibt eine Reihe wesentlicher Management-Aufgaben wieder.
POSDCoRB steht für Planning, Organizing, Staffing, Directing, Coordinating, Reporting und Budgeting.

## Aufgaben
Planning
Die Planung befasst sich mit der Verwirklichung der Betriebsziele unter optimalen Entscheidungsaspekten. Beispielsweise werden Sortimente im Handel festgelegt oder Vertriebsformen vereinbart, die unter entscheidungsspezifischer Betrachtung dem Unternehmen sowohl am meisten „entgegenkommen“ als auch den abgeleiteten Unternehmenszielen entsprechen. Die strategische Frühaufklärung dient hierbei der Planung im Rahmen des strategischen Managements.
Organizing
Die Organisation als funktionaler Begriff (Tätigkeit) ist zuständig für die Installation organisatorischer Regelungen (Autoritätsstruktur). Die Umsetzung der geplanten hierarchischen Hörigkeitsverhältnisse bedarf ein Optimum an Organisation; das heißt, Arbeitsplätze sollten weder über- noch unterorganisiert sein. (Vgl. Substitutionsgesetz nach Erich Gutenberg.)
Staffing
Die Personalplanung ist verantwortlich für den qualitativen und quantitativen Personaleinsatz des Unternehmens mit Arbeitskräften. Die Personalauswahl wird infolge der Personalbeschaffung getroffen. Aus-, Fort- und Weiterbildung werden im Zuge der Personalentwicklung vollzogen. Die Personalverwaltung ist zuständig für die Entlohnung.
Directing
Die Führung (sog. dispositiver Faktor) legt die Unternehmensziele fest, wobei generell die langfristige Gewinnmaximierung im Vordergrund steht. Demzufolge werden grundsätzliche Leitsätze vorgegeben, die unter dem Wirtschaftlichkeitsprinzip für jede Abteilung bzw. untergeordnete Stelle zu verfolgen sind.
Coordinating
Die Koordination befasst sich damit, Prozesse (Arbeitsabläufe) miteinander in Verbindung zu setzen. Beispielsweise müssen die Anlieferung von Produktionsmitteln (Waren) sowie die Verarbeitung dieser einhergehen, sodass etwaige Leerstände oder Überläufe vermieden werden.
Reporting
Die Aufgabe vom Informationsmanagement ist es die Kommunikation im Unternehmen sicherzustellen und zu überwachen. Ziel ist es, einen wechselseitigen kontinuierlichen Informationsfluss zwischen übergeordneten Stellen und untergeordneten Stellen zu gewährleisten. Das Berichtswesen ist hierbei mit der Zusammenfassung und Information über bisherige Arbeitsleistung beauftragt. Informationsmanagement und Berichtswesen dienen der Kontrolle strategischer Unternehmensziele.
Budgeting
Die Budgetierung hat Aufgaben auf dem finanziellen Sektor des Unternehmens. Dazu gehören die Budgetaufstellung und Budgetprüfung (Soll-Ist-Vergleich) d. h. Finanzmittel (Geldmittel) müssen dem Unternehmen zur Verfügung gestellt werden um beispielsweise Investitionen (z. B. den Kauf von Maschinen) zu tätigen oder Löhne/Gehälter zu zahlen.